# Ram's Head, White Hollyhock – Hills
Ram's Head, White Hollyhock – Hills est un tableau réalisé par Georgia O'Keeffe en 1935. Cette huile sur toile représente le crâne d'un bélier et une alcée blanche flottant dans un ciel gris au-dessus de collines désertiques au Nouveau-Mexique. Léguée par Edith et Milton Lowenthal, l'œuvre est conservée depuis 1992 au Brooklyn Museum, à New York, dans l'État de New York.